# 1828 год в науке
В 1828 году были различные научные и технологические события, некоторые из которых представлены ниже.

## События
- 10 декабря — указом Николая I в Санкт-Петербурге основан Технологический институт.
- Издан Elenchus fungorum («Указатель грибов») — работа в двух томах, написанная шведским микологом Элиасом Магнусом Фрисом (1794—1878). Является дополнением к другой работе Фриса Systema mycologicum.
- Джордж Грин опубликовал «An essay on the application of mathematical analysis to the theories of electricity and magnetism» (Опыт приложения математического анализа к теориям электричества и магнетизма).
- Брюссельским физиком Жозефом Плато изобретён Анортоскоп[1].
- Основана Камчатская краевая научная библиотека им. С. П. Крашенинникова.
- Чарльз Энтони Дин  со своим братом изобрели водолазный костюм со специальным шлемом[2]..
- В Англии Джеймс Бомон Нилсон получил патент на использование горячего дутья в доменной печи (т.е. предварительно подогревать воздух, который вдувается в домну) и в 1829 г. осуществил нагрев дутья на заводе Клайд в Шотландии.

## Родились
- 3 января — Владимир Павлович Безобразов, экономист и публицист (ум. 1889).
- 16 июня — Пётр Алексеевич Бессонов, русский фольклорист (ум. 1898).
- 15 сентября — Александр Михайлович Бутлеров, русский химик (ум. 1886).
- 28 сентября — Фридрих Альберт Ланге, немецкий философ и экономист, представитель марбургской школы неокантианства (ум. 1875).
- 18 ноября — Джон Лэнгдон Даун, врач, генетик, открывший синдром Дауна (ум. 1896).

## Скончались
- 17 марта — Джеймс Эдвард Смит, английский ботаник, основатель Лондонского Линнеевского общества.
- 19 июня — Франсуа Шоссье, французский анатом, профессор парижской Политехнической школы.
- 8 августа — Карл Петер Туунберг, шведский учёный-натуралист, прозванный за вклад в науку «отцом южноафриканской ботаники» и «японским Линнеем».
- 22 августа — Франц Йозеф Галль, австрийский врач и анатом, основатель френологии.
- 22 декабря — Уильям Хайд Волластон, английский учёный, который открыл палладий (1803) и родий (1804), впервые получил (1803) в чистом виде платину. Открыл (1801) независимо от И. Риттера ультрафиолетовое излучение, сконструировал рефрактометр (1802) и гониометр (1809).